# Endeodes blaisdelli
Endeodes blaisdelli is een keversoort uit de familie van de Melyridae. De wetenschappelijke naam van de soort is voor het eerst geldig gepubliceerd in 1954 door Moore.